# Rika Himenogi
Rika Himenogi (姫乃樹リカ), née le 6 octobre 1971, est une chanteuse japonaise de J-pop.
Elle commence une carrière solo en 1988 avec le single Garasu no Kiss puis en 1993 elle entre dans le groupe The Coming Soon!.

## Discographie
Rika Himenogi
Albums
Singles
sous le nom Rika Nishimura
Album
Singles
Rika Nishimura with Coming Soon!
Album
Single
Coming Soon!
Album
Single